# Giannina Facio
Giannina Facio, Lady Scott (nacida como Giannina Facio Franco; San José, 10 de septiembre de 1955), es una actriz y productora costarricense que ha aparecido en varias películas, especialmente las de su esposo, el director de cine y productor británico Sir Ridley Scott. Primero trabajó con Scott en White Squall y ha sido su compañera desde Hannibal. Gladiator fue la primera de dos películas en las que interpreta a la esposa del personaje de Russell Crowe, la otra es Body of Lies. Desde White Squall, Facio ha aparecido en todas las películas de Scott excepto en American Gangster, The Martian y Prometheus.

## Biografía
Nació como Giannina Facio Franco el 10 de septiembre de 1955 en San José, Costa Rica, hija del abogado, político y diplomático Gonzalo Facio Segreda (1918-2018) y su segunda esposa Ana Franco Calzia. Tiene dos hermanas, Ana Catalina y Carla. También tiene tres medios hermanos mayores del primer matrimonio de su padre: Sandra, Alda y Rómulo (cuya madre es María Lilia Montejo Ortuño).

## Vida personal
Facio se casó con el director de cine Ridley Scott en junio de 2015; habían estado saliendo desde 2000. Ridley la ha elegido para todas sus películas desde White Squall en 1996, excepto American Gangster y The Martian.
Anteriormente fue conocida a principios de los años 80 por su relación con Phillipe Junot, motivo del divorcio entre este y Carolina de Mónaco. Por esas fechas inició una relación con Julio Iglesias, hacia 1982, hasta que conoció a Miguel Bosé, con quien mantuvo un romance que duró cuatro años, según explicó el propio Bosé, llegando a dedicarle una canción: “Nena”.

## Filmografía

### Como actriz
| Año  | Título                                    | Papel                                   | Notas                       |
| ---- | ----------------------------------------- | --------------------------------------- | --------------------------- |
| 1984 | Poppers                                   | Lola                                    |                             |
| 1985 | Miami Vice                                | Modelo                                  | Episodio: "El hijo pródigo" |
| 1990 | Nel giardino delle rose                   |                                         |                             |
| 1990 | Delta Force Commando II: Priority Red One | Juna                                    |                             |
| 1990 | Vacanze di Natale '90                     | Rita                                    |                             |
| 1991 | L'odissea                                 | Elena di Troia                          | Película de televisión      |
| 1992 | Nessuno mi crede                          | Mai                                     |                             |
| 1992 | Extralarge: Cannonball                    | Secretaria                              | Película de televisión      |
| 1993 | Torta di mele                             |                                         |                             |
| 1996 | Il cielo è semper più blu                 |                                         |                             |
| 1996 | White Squall                              | Maestra                                 |                             |
| 1997 | No se puede tener todo                    | Marga                                   |                             |
| 1997 | GI Jane                                   | Chica en la fiesta en la playa          |                             |
| 1998 | Spanish Fly                               | Cita de Antonio #2                      |                             |
| 1999 | The Hunger                                | Vivica Linders                          | Episodio: "Night Bloomer"   |
| 2000 | Gladiator                                 | Esposa de Maximus                       |                             |
| 2001 | Hannibal                                  | Técnica de huellas dactilares de Verger |                             |
| 2001 | Black Hawk Down                           | Stephanie Shughart (sin acreditar)      |                             |
| 2003 | Matchstick Men                            | Cajera                                  |                             |
| 2005 | Kingdom of Heaven                         | Hermana de Saladino                     |                             |
| 2006 | A Good Year                               | Maitre                                  |                             |
| 2008 | Red de mentiras                           | Esposa de Hoffman                       |                             |
| 2010 | Robin Hood                                | Dama en espera                          |                             |
| 2012 | Prometheus                                | Sra. Shaw                               |                             |
| 2013 | The Counselor                             | Mujer al teléfono                       |                             |
| 2014 | Exodus: Gods and Kings                    | Hermana de Jethro                       |                             |
| 2017 | Todo el dinero del mundo                  | Asistente del comerciante de arte       |                             |

### Como productora
- Matchstick Men (2003) – coproductora
- Tristan & Isolde (2006)
- Concussion (2015)
- Mark Felt: The Man Who Brought Down the White House (2017)
- House of Gucci (2021)